# Vũ Như Thành
Vũ Như Thành (né le 28 août 1981 dans le district de Mỹ Lộc au Viêt Nam) est un footballeur international vietnamien, reconverti entraîneur. Il évoluait au poste de défenseur.

## Biographie

### Carrière en sélection
Vũ Như Thành reçoit 50 sélections en équipe du Viêt Nam entre 2003 et 2010, inscrivant deux buts.
Il participe avec cette équipe à la Coupe d'Asie des nations 2007. Il joue quatre matchs lors de ce tournoi. Le Viêt Nam atteint les quarts de finale de la compétition, en étant battu par l'Irak.
Il inscrit son premier but en octobre 2009 contre Singapour, et son second en octobre 2010 contre l'équipe d'Inde.

## Palmarès
| Thể Công - Coupe du Viêt Nam : - Finaliste : 2004.                                                                           |  | Becamex Bình Dương \| - Championnat du Viêt Nam (2) : - Champion : 2007 et 2008. - Vice-champion : 2009. - Coupe du Viêt Nam : - Finaliste : 2008. \| \| - Supercoupe du Viêt Nam (2) : - Vainqueur : 2007 et 2008. \| |
| - Championnat du Viêt Nam (2) : - Champion : 2007 et 2008. - Vice-champion : 2009. - Coupe du Viêt Nam : - Finaliste : 2008. |  | - Supercoupe du Viêt Nam (2) : - Vainqueur : 2007 et 2008. |